# Ca la Dona
Ca la Dona neix el juny de 1988. Es tracta d'un espai feminista de trobada i relació entre dones i grups de dones. S'organitza mitjançant comissions i grups d'acció i de treball que realitzen tasques de fons, des del feminisme, en àmbits com ara la salut, els drets socials, les arts, o la reflexió i producció de pensament, entre molts d'altres.

## Història
Les dones de Barcelona tenen una llarga tradició en la creació d'espais propis. Des del 1889 es pot recórrer la història de locals que compaginaven activitats instructives i recreatives amb una clara voluntat d'incidència política i social.
El moviment feminista a Catalunya té la seva eclosió l'any 1976, després de prop de quaranta anys de silenci forçat, en les "Primeres Jornades Catalanes de la Dona", on s'hi reuneixen grups de dones de diverses ideologies, oficis, extracció social i concepció feminista. Des d'aquest moments ja es fa palesa la necessitat d'un espai. La història dels espais de dones a Barcelona ha estat sempre una reivindicació del Moviment Feminista.
El 1985 se celebraren a les Llars Mundet de Barcelona, les jornades "10 anys de Lluita" del Moviment Feminista. A partir d'aquell moment, es renovaren les forces i es feu evident la necessitat de tenir un local a la ciutat, on es poguessin reunir tots els grups i totes les dones que formaven part del Moviment. Després de llargues negociacions amb l'Ajuntament de Barcelona sense resultats, el 19 de març de 1987, en una assemblea a la seu de la FAVB, decidiren l'ocupació d'un local municipal del carrer Font Honrada del barri del Poble Sec. Dos dies després, a les 12 del migdia del dissabte 21 de març, un centenar de dones començaren una ocupació que va durar onze dies i a la qual la Guàrdia Urbana va posar fi utilitzant gasos lacrimògens.

Tot plegat, l'enrenou va ser considerable: arribaven telegrames i tota mena de mostres de solidaritat d'arreu i, paral·lelament, els actes al carrer donaven a conèixer públicament allò que es demanava. Finalment, a l'octubre de 1987 s'arribà a un acord amb l'Ajuntament, que es comprometé a subvencionar un local: Ca la dona nasqué el juny de 1988, en un pis llogat a la Gran Via. 
“Havíem de construir un marc d'intercanvi de sentiments, pensaments i propostes d'actuació vertaderament lliure, desjerarquitzat, on hi tingués cabuda qualsevol desig de dona que partís de la consciència de ser-ho. Així, de cop, es va resignificar per a moltes el concepte de feminisme. Qualsevol dona o grup (polítiques, lúdiques, artesanes, mestres teòriques, vitalistes, artistes...) podria tenir el seu espai: tot es podia compartir." 
’20 anys de feminisme a Catalunya’.Com Vivim: Política, p.81.

## Grups residents[4]

### Grups
- Associació de Dones Juristes
- Associació de Amistad de las Mujeres Filipinas
- Dona i presó
- Dones i Treballs
- Dones per Dones
- E'Waiso Ipola
- Feministes Indignades
- Feministes Dret a Decidir
- Gatamaula
- Grup ELLES (actualment al Casal LAMBDA)
- La Marxa. Marxa mundial de les Dones contra la Violència i la Pobresa - Coordinadora a Catalunya
- Les Botones
- Mirades Violeta
- Projecte Vaca, Associació de Creadores Escèniques
- Tamaia, viure sense violència
- UMMI, Unión de Mujeres Marroquíes Inmigrantes
- Vela de Foque
- Veus de Dones
- Veus Gitanes / Romano Glasûra
- Xarxa de Dones per la Salut
- Xarxa de Dones Immigrades
- Xarxa Feminista de Catalunya
- Xarxa de Dones Feministes contra la violència masclista
- Xarxa de Dones per Palestina
- Xarxa Migració, Gènere i Desenvolupament

### Comissions
- Comissió 8M any xxxx. Agrupació puntual per organitzar esdeveniments per al 8 de març
- Comissió d'Ensenyants

### Grups de treball
- Centre de Documentació de Ca la dona
- L'hort de Ca la dona
- FemArt